# Diadokerne
Diadokerne er en samlebetegnelse for Alexander den Stores fem nærmeste hærførere, der ved hans død i 323 f.Kr. delte riget mellem sig. Ordet diadok stammer fra græsk og betyder afløser.

## Diadokerne – og de områder de overtog
- Antigonos: Frygien, Lykien og Pamfylien
- Kassander: Grækenland og Makedonien
- Lysimakos: Thrakien
- Seleukos 1.: Syrien og Babylon (Seleukiderriget)
- Ptolemaios 1. Soter: Egypten

Udover disse var der flere mindre hærledere, der fik små områder.

## Diadok-krigene
De tidligere allierede kunne ikke enes om fordelingen af de forskellige territorier, og det udløste det, man kalder Diadok-krigene. Man plejer at opdele disse krige i seks:

### 1. diadok-krig 322-320
Mindre krig udløst af mordet på Alexanders svoger Perdiccas. Endte med status quo.

### 2. diadok-krig 319-315
Kassander erobrer sin fars (Antipater) dele af Makedonien efter dennes død fra arvtageren Polyperkon på nær Peloponnes. Antigonos udvider sit område.

### 3. diadok-krig 314-311
Antigonos invaderer Syrien med hjælp fra Polyperkon. Seleukos får hjælp i krigen af Ptolemaios, Lysimakos og Kassander. Antigonos bliver i sidste ende nødt til at trække sig ud.

### 4. diadok-krig 308-301
Demetrios søn af Antigonos invaderer Cypern (tilhører Ptolemaios. Krig mellem på den ene side Demetrios og Antigonos og på den anden Ptalemaios, Seleukos, Kassander og Lysimakos. Lysimakos invaderer Antigonos' del af Anatolien, men fanges i et baghold af Demetrios og Antigonos ved Ipsos. Seleukos kommer til hjælp, og koalitionen vinder Slaget ved Ipsos. Antigonos falder og hans land deles af Lysimakos og Seleukos 1..

### 5. diadok-krig 298-285
En masse krige udløst af Kassanders død i 298 f.Kr.. Enden bliver, at hans landområde deles. Bl.a. mellem Lysimakos og Pyrrhus af Epiros.

### 6. diadok-krig 285-281
Lysimakos og Seleukos 1. går i krig med hinanden. Lysimakos bliver dræbt i Slaget ved Kurupedion. Kort efter myrdes Seleukos af Ptolemaios' søn Ptolemaios Keraunos.